# Ljoedmila Poetina
Ljoedmila Alexandrovna Poetina (Russisch: Людмила Александровна Путина, geboren als Ljoedmila Sjkrebneva; Russisch: Людмила Александровна Шкребнева) (Kaliningrad, 6 januari 1958) was getrouwd met de Russische oud-premier en president Vladimir Poetin. Ze studeerde Duits in Leningrad en was stewardess, toen ze in 1983 met Vladimir Poetin trouwde. Ze kregen twee dochters.
Zoals de traditie wil, houdt de vrouw van een regeringsfunctionaris in Rusland zich politiek buiten de schijnwerpers en is ze alleen te zien als het protocol dit voorschrijft. Op 6 juni 2013 werd bekend dat Poetin en zijn echtgenote gingen scheiden.